# Kleine Emscher
Die Kleine Emscher ist ein 10,3 km langer Altarm der Emscher in Oberhausen und Duisburg mit einem Einzugsgebiet von 35 km². Sie war von 1910 bis 1949 die Mündungsstrecke der Emscher.
Erhebliche Bergsenkungen im Raum Duisburg hatten seit 1900 dazu geführt, dass sich das Wasser der Emscher im westlichen Ruhrgebiet staute. 1910 verlegte deshalb die Emschergenossenschaft den Mündungsverlauf weiter nach Norden, in den Lauf der heutigen Kleinen Emscher. 1949 wurde der Verlauf dann nochmals weiter nach Norden verlegt, sodass die Emscher heute bei Dinslaken in den Rhein mündet. Der ursprüngliche Mündungsarm bis 1910 ist die Alte Emscher.
Der Altarm ist im unteren Verlauf noch ein offener, kanalisierter, mit Betonsohlen ausgelegter Abwasserlauf für Haushalts- und Industrieabwässer. Er entspringt einem Hauptsammler in Oberhausen-Buschhausen und fließt in nordwestlicher Richtung durch Marxloh bis nach Walsum, um nördlich des Südhafens in den Rhein zu münden. Ab der Kläranlage Duisburg-Walsum fließt nur noch gereinigtes Wasser in dem teilweise bereits zurückgebauten Flussbett. Auch unterhalb der Kläranlage wurden der Fluss und seine Zuläufe bereits ökologisch verbessert. Die letzten 1200 Meter bis zur Mündung in den Rhein ist die Kleine Emscher verrohrt. Entlang des Flussbetts verläuft der Grüne Pfad, ein Rad- und Wanderweg auf der ehemaligen Trasse der Emschertalbahn.
Die Kleine Emscher ist vom Flusssystem der Emscher abgeschnitten, erhält aus dem Röttgersbach, dem Hauptsammler Ober-Marxloh und dem Holtener Mühlenbach Zuläufe und mündet bei Kilometer 791,3 als rechter Nebenfluss in den Rhein.